# Warhammer 40.000: Dawn of War
Warhammer 40.000: Dawn of War è un videogioco strategico in tempo reale, ovvero in cui le mosse del giocatore e degli avversari vengono risolte contemporaneamente anziché a turni. Si può giocare in modalità Campagna, compiendo 11 missioni prestabilite, guidando una compagnia di Space Marine appartenenti al Capitolo dei Corvi Sanguinari, in schermaglia, contro il computer, scegliendo sia la razza che l'unità, oppure on line, sempre scegliendosi le truppe.
Il gioco è stato pubblicato dalla THQ nel 2004, e successivamente la casa ha distribuito tre espansioni: Winter Assault nel 2005, Dark Crusade il 27 ottobre 2006, e Soulstorm nel marzo 2008. Dark Crusade e Soulstorm sono stand-alone, cioè possono essere giocate anche senza possedere il gioco originale.
Dawn of War è la riproposizione videoludica del famoso gioco strategico da tavolo Warhammer 40.000, e ne riprende appieno la storia e il background.

## Caratteristiche importanti
Dawn of War ha un gameplay profondamente differente dalla maggior parte degli RTS moderni, sia in termini di combattimento che gestionali.

### Il sistema a squadre
I combattenti vengono creati, si muovono, attaccano e sono collegati in squadre; solo alcune unità agiscono singolarmente. Le squadre possono essere rafforzate direttamente sul campo (aumento del numero di soldati, aggiunta di comandanti in seconda e di armi pesanti), rendendo la gestione del gioco improntata sul micromanagement. La possibilità di rinforzare la squadra durante la battaglia può causare situazioni interessanti con unità che vengono rinforzate sul posto piuttosto che rimpiazzate da nuove unità prodotte nella base del giocatore. Alcune squadre possono solo essere schierate in quantità limitata, solitamente sono unità d'elite. Il vincitore può spesso aspettarsi debole resistenza in difesa una volta sbaragliato l'esercito nemico, la fortificazione non è così importante e supportata come in altri giochi RTS.

### I veicoli
I veicoli sono unità meccanizzate leggere o pesanti, diverse per ogni popolo nell'aspetto e nell'utilità. Le caratteristiche che li accomunano sono l'invulnerabilità dagli attacchi di fanteria, e il dualismo anticarro-antifanteria che può essere più o meno accentuato e dipendente dal loro armamento e scopo in battaglia. Alcune unità finali vengono assimilate come veicoli (lo Squiggoth orkesko, il Demone maggiore di Khorne e l'Avatar elfico).

### Il corpo a corpo
Le unità di combattimento in corpo a corpo differiscono da quelle similari in altri giochi contemporanei. Mentre la concezione attuale di unità corpo a corpo risale a Warcraft, uno dei primi giochi RTS "moderni", Dawn of War implementa il corpo a corpo più realisticamente. La maggior parte delle unità di fanteria hanno armi da fuoco e armi corpo-a-corpo piuttosto che strettamente l'una o l'altra. L'attacco a distanza spesso può essere effettuato anche con l'unita in movimento, ogni ingaggio sarà sempre combattuto nel corpo-a-corpo. Alcune unità sono migliori negli attacchi in corpo a corpo, mentre altre lo sono nella distanza. Alcuni leader, eroi e robot hanno alcuni attacchi addizionali da corpo a corpo che possono avere effetti secondari al semplice danneggiamento (soppressione, demoralizzazione). In aggiunta, quando un'unità è sconfitta in corpo a corpo, l'unità vittoriosa ucciderà lo sconfitto con una spettacolare mossa finale, spesso di estrema violenza (le unità sono invulnerabili al danno durante queste animazioni): alcuni esempi riguardano il dreadnought (con la mano afferra e stritola il nemico), la Lattina azzazzina (con la sega taglia il nemico), lo spettro-custode (scaglia via il nemico con un calcio), l'Avatar di Khaine (conficca il nemico nella spada e lo fa scivolare per tutta la lama), il Demone maggiore di Khorne, lo Squiggoth (calpesta e incenerisce con i cannoni laser il nemico). Il gioco implementa anche la presenza di eroi, singole unità con forza e resistenza nettamente maggiorate che possono inoltre aggregarsi a squadre di sottoposti conferendo vari tipi di vantaggi. Tali eroi possono essere primari (impersonificano i comandanti dell'esercito) o secondari (semplici luogotenenti ed ufficiali).

### Il morale
Il morale è un sistema aggiuntivo simile al normale sistema dei punti vita. Mentre le singole unità di una squadra ricevono danni e ferite individualmente, il danno al morale è applicato alla squadra intera. Il morale può via via diminuire fintanto che la squadra è sotto il fuoco nemico, in presenza di un veicolo nemico o in inferiorità numerica). Quando il morale scende a zero, la squadra perde il 90 % di precisione con le armi a distanza e i suoi membri subiscono danni molto più pesanti, ma mantengono la postazione e continuano a combattere. Il morale aumenta evitando di subire danni. Ogni arma infligge differenti quantità di danno al morale e alla salute, ad esempio i lanciafiamme e i fucili da cecchino sono le armi che maggiormente intaccano il morale nemico.

### Il sistema delle risorse
Il gioco utilizza due tipi di risorse: la requisizione e l'energia: la requisizione è fornita continuamente da alcuni punti particolari della mappa, le "postazioni d'ascolto", mentre l'energia viene invece prodotta attraverso particolari edifici chiamati Generatori, che devono essere costruiti pagando in requisizione. Le postazioni d'ascolto devono essere possedute per produrre risorse e ciò può essere fatto da una squadra di fanteria, possono anche essere catturati dai nemici. Vi sono tre tipi differenti di punti:
- I Punti Strategici sono i più comuni, rapidi da catturare, e hanno una visuale intermedia. Dopo la cattura, può essere costruito su di esso un punto d'ascolto, che può essere migliorato aggiungendo un armamento difensivo ed aumentando il guadagno di risorse.
- Gli Obiettivi Strategici sono quasi sempre presenti in numero dispari sulla mappa. Richiedono molto più tempo per la cattura e non è possibile costruire nulla su di essi e neppure nelle immediate vicinanze, ma hanno più visuale rispetto ai normali Punti Strategici e producono più risorse. Esiste la condizione di vittoria Conquista e Difendi, che permette ad un giocatore di vincere la partita mantenendo il controllo della maggioranza di questi Luoghi Critici della mappa per più di 8 minuti.
- Le Reliquie richiedono il tempo più lungo per la cattura e hanno una visuale minimale. Il loro possesso permette di sbloccare l'accesso alle unità finali di ciascun esercito, e su di esse è possibile costruire un Punto d'Ascolto come per i Punti Strategici.

Note: la costruzione di Punti d'Ascolto, Generatori avanzati e Basi Principali permette di estendere l'area entro cui è possibile costruire edifici. A differenza di altri giochi strategici, infatti, la costruzione degli edifici è possibile solo intorno ad altre strutture preesistenti, e non liberamente per tutta la mappa. Inoltre, i Punti Strategici, le Reliquie e i Luoghi Critici possono perdere gran parte della possibilità di generare introiti di risorse dopo un lungo tempo dalla loro ultima cattura.
L'energia viene generata da strutture chiamate Generatori; possono essere costruiti fino a sei per ogni centro di comando. Inoltre è possibile costruire dei Generatori Avanzati in alcuni punti particolari della mappa, detti Depositi di Scorie'. Tali Generatori producono una quantità superiore di energia rispetto ai normali Generatori. Un Deposito non deve essere catturato dalle squadre di fanteria, basta inviare un'unità a costruire la struttura del Generatore Slag.
Come ultima nota, esistono due differenti tecnologie che permettono di velocizzare il ritmo dell'aumento delle risorse; esse servono a bilanciare eventuali sbilanciamenti nella produzione: per aumentare l'introito di requisizione è necessaria molta energia, e viceversa.

## Modalità di gioco
Con l'aggiunta di un sistema a squadre e di una dinamica di scontri ravvicinati più realistica, Dawn of War è realmente differente dalla maggior parte degli altri strategici. (vedi sezioni precedenti)
Il gioco è, in generale, molto orientato al micromanagement. Con il sistema dei rinforzi, gli armamenti extra per le truppe, e le uccisioni speciali, il giocatore è spesso forzato a far avanti e indietro tra differenti squadre e veicoli in maniera rapida, prendendo rapide decisioni per mantenere la propria efficacia nel combattimento al massimo. Il sistema a punti strategici favorisce il gioco aggressivo; nelle partite, schermaglie e battaglie fin dai primi minuti e con truppe esigue sono più che comuni. Le dinamiche del gioco offrono innumerevoli opzioni strategiche al giocatore, come per esempio mandare alcune squadre ben equipaggiate contro un nemico forte e poi rinforzarle sul posto man mano, prolungandone la vita abbastanza da raggiungere il proprio obiettivo.
Le unità di fanteria nel gioco riflettono molto bene una situazione di guerra; ogni squadra è composta da molti soldati, che agiscono e combattono indipendentemente ma che si muovono come un gruppo. Se un missile colpisce una squadra, i soldati sono sbalzati via. Se sopravvivono, si rimettono in piedi e ricominciano a sparare dalla loro posizione, lasciando la squadra sparpagliata, come succederebbe nella vita reale. Il giocatore può ordinare alla squadra di muoversi, per cercare di raggrupparli, o lasciarli così come sono, cosa che potrebbe creare uno svantaggio o, raramente, un vantaggio (contro fuoco di fila di artiglieria, per esempio). I soldati sparano in movimento piuttosto che essere costretti a fermarsi per sparare, come succede nella maggior parte degli altri giochi. Quando una squadra va in rotta e si ritira, tende ad agire in modo meno coesivo, con i soldati che si separano fra loro più facilmente, e non muovendosi in modo coordinato e stretto, riflettendo la natura del panico e della demoralizzazione del momento.
Lo scopo del meccanismo a squadre è teso a rendere il gioco strategico una parte importante del modo di affrontare una partita; mantenere una certa posizione strategica (non per forza uno dei Punti Strategici) come una particolare copertura data dal terreno, può fare la differenza fra la vittoria e la sconfitta.

## Le Razze
Gli eserciti con cui è possibile giocare in Dawn of War ovviamente riflettono la storia e l'ambientazione di Warhammer 40.000. In questa prima versione del gioco sono disponibili 4 scelte:
- Gli Space Marine: sono i migliori combattenti dell'Imperatore dell'Umanità, suoi Figli devoti in senso letterale: l'Imperatore della Terra ebbe venti figli, i Primarchi, individui eccezionali quasi quanto lui; ognuno di essi si trovò a governare un pianeta guidando una Legione di Space Marine, superuomini modificati geneticamente con il dna del Primarca, e tuttora ogni Capitolo custodisce gelosamente il seme genetico che gli consente di trasformare le reclute in veri Space Marine. Il loro esercito è basato sui Marine stessi e su alcuni mezzi pesanti come supporto. Perfetti in ogni situazione, hanno una abilità particolare nel comparire alle spalle del nemico attraverso delle capsule orbitali. Hanno molto successo tra i giocatori sia nel gioco da tavolo che nel videogame, anche per la loro facilità di utilizzo e la loro versatilità, ma soprattutto perché sono i più conosciuti, visto che sono l'unica razza utilizzabile nella campagna a giocatore singolo.
- Gli Orki: Sono degli strani esseri alieni, pelleverde, uno strano incrocio fra organismi e spore. Sono una razza che sembra creata apposta per la guerra: tra loro il più grande è colui che comanda. Funziona come una società a caste: alla base ci sono i Gretchin, poi gli orki normali, i nobz e infine il Boss. Chi gioca con gli orki dovrà badare al numero più che sull'armamento del singolo fante, infatti lo "sciame" è la classica tecnica di vittoria... anche perdere il 50% delle unità in uno scontro per gli orchi non è un problema, hanno una capacità di rimpiazzare le perdite che non ha eguali. Prediligono di gran lunga il combattimento corpo a corpo. Per l'efficacia in combattimento e per lo slang riscuotono anche loro gran favore tra i giocatori.
- Gli Space Marine del Caos: sono Space Marine che hanno tradito l'Imperium e l'Imperatore durante l'Eresia di Horus, votati al male, e per questo dotati di numerosi poteri demoniaci. Molte delle unità sono simili a quelle degli Space Marine, anche se tendono al corpo a corpo rispetto alla distanza. Molto eterogenee tra loro, le unità Caos se sfruttate bene hanno capacità distruttive non indifferenti. Sono principalmente composti da Marine Corrotti e Demoni, più qualche veicolo, ed hanno alcuni poteri particolari da non sottovalutare.
- Gli Eldar: sono la razza più antica e sono stati dominatori dell'universo ma oramai sono in declino; leggeri ed aggraziati, questi combattenti alla lunga distanza sono dei veri tritatutto, e hanno la loro forza nella specializzazione delle loro truppe. Perfetti come razza di supporto associata ad altre, molto buoni ma difficili e fragili da utilizzare. Hanno dalla loro anche una mobilità eccezionale, grazie ai Portali Warp, che permettono loro di teletrasportarsi in giro per l'intera mappa di gioco.

C'è un altro esercito che però si può usare solo nella campagna, e poi diverrà unico nell'espansione Winter Assault: si tratta di quello della guardia imperiale. In gran parte delle missioni in cui tale esercito sarà disponibile, si avrà la possibilità di comandare squadre di fanteria, potenziabili con lanciagranate e fucili plasma, e con massimo numero squadra di 15, e in sole due missioni tra cui quella iniziale, i poderosi e inarrestabili Leman Russ con cannone d'artiglieria e 2 requiem pesanti ai fianchi laterali. Le unità sono più economiche da potenziare e la loro forza sta nel numero, più che nella forza del singolo.

## Personaggi

### Space Marines

#### Gabriel Angelos
Nel gioco, il Fratello-comandante Gabriel Angelos è a capo della Terza Compagnia dei Corvi Sanguinari.
Egli ha la coscienza sporca per aver distrutto il suo mondo natale Cyrene e si lamenta di questo costantemente, pensando di non parlarne mai abbastanza. Solo il suo compagno di battaglia Isador dei Corvi Sanguinari capisce realmente i suoi tormenti. Gabriel stesso, come molti dei soldati imperiali, disprezza immensamente gli alieni; è il motivo per cui mostra estremo disdegno per gli Eldar all'incontro col loro leader, la Veggente Macha (per quanto noto dal racconto, il suo disdegno lentamente diminuisce). Egli è cresciuto assieme al fratello-Bibliotecario Isador Akios. Si fida di lui immensamente. Il Capitano Gabriel Angelos è armato di una Spada Potenziata e una Pistola Requiem, ma riceverà un Martello-Demone dall'Inquisitore Mordecai Toth nell'ultima missione della campagna. La sua pistola è sostituibile con una Pistola Plasma.

#### Isador Akios
Il Fratello-Bibliotecario Isador Akios è l'attuale Bibliotecario della Terza Compagnia dei Corvi Sanguinari, ed è coprotagonista nella storia della campagna di Dawn of War.
Molto similmente al Capitano Angelos, Isador è nato e cresciuto su Cyrene, ed è divenuto un Corvo Sanguinario grossomodo nello stesso tempo di Gabriel poiché essi sono cresciuti assieme. Isador incontrò Gabriel 30 anni prima degli eventi su Tartarus quando Gabriel era ancora un soldato semplice. Nonostante il suo mondo natale fosse andato distrutto, Isador non incolpa Gabriel per le sue azioni su Cyrene, poiché andavano compiute. Mentre la Terza Compagnia dei Corvi Sanguinari si trova sul devastato pianeta di Tartarus, Isador lentamente soccombe ai poteri del Caos, tentato dallo Stregone traditore della Legione Alfa chiamato Sindri Myr, che gli racconta della "chiave", e prova ad indurlo ad usarla. Quando l'Inquisitore Mordecai Toth arriva, si accorge dell'irradiazione Caotica, e crede abbia origine in Gabriel. Per questo, essi rimangono ciechi alla corruzione di Isador e non sono in grado di fermarlo prima che egli prenda possesso del Maledictum e passi al Caos, distruggendo la fiducia di Gabriel. Isador viene ucciso in un duello fra lui e Gabriel, e Gabriel usa la sua morte come esempio del destino di uno Space Marine che cede al Caos.
Isador è armato di un'arma ad energia e di una Pistola Requiem. Anche lui può aggiornare la sua pistola a Plasma più tardi nella campagna.

### Inquisizione
Mordecai Toth è un membro dell'Ordo Malleus, inviato ed incaricato su Tartarus date le sue conoscenze sull'oscuro passato del pianeta, e sull'oscuro artefatto che lì giace. La mera presenza di Toth indica che qualcosa di oscuro giace su Tartarus, ma niente traspare direttamente dall'Inquisitore.
Toth, dopo l'atterraggio, sospetta immediatamente Gabriel, il comandante dell'armata dei Corvi Sanguinari, di essere infettato dal Caos, citando la distruzione del suo mondo natale per sua mano. Come Inquisitore, Toth ha l'autorità per prendere il comando di quasi qualunque forza imperiale, inclusa la Guardia Imperiale.
Toth realizza più tardi, nel suo orrore, che in realtà era Isador, e non Gabriel, che aveva contratto la corruzione del Caos. Quando la verità viene a galla, Toth chiede perdono, e per aiutare Gabriel nella battaglia poco seguente, gli dona il suo sacro Martello, lo Spaccadio (Godsplitter), un'arma che l'Inquisizione aveva mandato per eliminare lo stregone (ormai diventato Principe Demone) Sindri Myr - e coloro che si fossero schierati con lui.
Nel prologo del racconto Dawn of War pubblicato da CS Goto, Toth viene coinvolto in una missione per conto dell'Ordo Xenos su Tartarus nell'anno 999.M38, dove lui e una squadra della Guarnigione della Morte ritrovarono un frammento della spada dell'Avatar Eldar di Biel-Tan a seguito del suo scontro col Principe Demone (che venne poi sepolto all'interno del Maledictum dopo la sua sconfitta). Nel racconto viene anche rivelato che quel frammento venne forgiato all'interno dello Spaccadio (Godsplitter) per essere usato contro il Caos. Altra cosa degna di nota è che un membro della sua squadra era il Capitano Trythos dei Corvi Sanguinari, che avrebbe poi servito la compagnia in un Dreadnought durante gli eventi di "Dawn of War".
Nell'epilogo del libro, sembra che Toth fosse sia legato al Demone che posseduto da esso (o fosse possibile che avesse semplicemente preso le sembianze dell'Inquisitore). Se questo fosse vero, allora sarebbe chiara la ragione per cui Toth voleva che Gabriel distruggesse il Maledictum che imprigionava il Demone, ed il motivo per cui fosse coinvolto in entrambi gli eventi.
Toth è inizialmente equipaggiato col martello Spaccadio (Godsplitter) e una Pistola Plasma. Nella campagna, dopo aver dato il suo martello a Gabriel, Toth impugna la Spada Potenziata di Gabriel.
In Dark Crusade, una volta che il giocatore ha concluso la campagna utilizzando i Corvi Sanguinari, si può vedere Toth nel video conclusivo mentre interroga il Capitano Thule, accompagnato dalla prima compagnia di veterani e da numerose squadre di Space Marine.

### Guardia Imperiale

#### Colonnello Brom
Carus Brom è un colonnello della Guardia Imperiale impegnato come commissario nella supervisione del 37º Reggimento della Difesa Planetaria di Tartarus. Brom accetta i comandi di Gabriel con una velata esitazione, ma con un profondo rispetto per il comandante; in ogni modo la sola presenza di Toth è abbastanza per portare il veterano fuori dalle sue mura.
Negli eventi raccontati dalla versione cartacea di Dawn (pubblicato da C.S. Goto), il colonnello Brom si ribella e si converte al Caos e attacca il Capitano Gabriel Angelos durante il suo tentativo di raggiungere la vetta ove si trova il Maledictum e le forze del caos. Sempre secondo il racconto, Brom non era soddisfatto di essere sottoposto agli ordini di Gabriel, facendo largo nel suo cuore alle tentazioni del Caos. Brom venne poi distrutto assieme a tutti i traditori della Guardia Imperiale e ai carri della guardia planetaria che si erano convertiti al Caos. Solo una manciata di Guardie leali all'Imperatore si salvarono da questo massacro e si unirono alle forze di Space Marine ed Eldar nell'ultima battaglia.
Brom è armato di una Spada Potenziata e di una Pistola Requiem. È in grado di usare l'abilità di richiamare la squadra, simile a quella di cui dispongono i Sergenti degli Space Marine.

### Eldar

#### Veggente Macha
Una Veggente dell'Arcamondo Eldar di Biel-Tan. Macha fu colei che rinchiuse il Demone nel Maledictum, e cerca di prevenirne la fuga. Eventi successivi mostrano come il suo futuro sia destinato ad intrecciarsi con quello del Capitano Angelos.
Macha è armata di una lama stregata e di una Pistola Shuriken.

### Caos

#### Lord Bale
Bale è il Signore del Caos che conduce le rovinose potenze del Caos su Tartarus, in questo caso la Legione Alfa. Egli ricerca il Maledictum per se stesso, e per gli Dei del Caos. È convinto fermamente di avere il controllo della situazione ed il comando delle truppe, ma in realtà è una delle tante pedine manovrata dallo stregone Sindri Myr che con abili sotterfugi e consigli traditori guida e manovra le sue più importanti decisioni. Infine Sindri tradirà definitivamente Bale lasciandolo da solo a combattere contro Gabriel Angelos in un duello che lo vedrà soccombere. Sindri Myr dedicherà la sua importante e sanguinosa morte come supremo sacrificio necessario per ottenere il Maledictum.
Bale è armato di una Falce e di una Pistola Requiem.

#### Sindri Myr
Sindri è lo stregone del distaccamento della Legione Alfa che arriva sul pianeta imperiale di Tartarus; Sindri è alla ricerca di un potente artefatto del Caos chiamato Maledictum, una pietra che imprigiona il grande Demone di Khorne. Sindri è in grado di estrarre "La Chiave", ovvero l'artefatto che gli permetterà col Maledictum di ascendere alla forma di Principe Demone. Con le forze Imperiali distratte dall'attuale invasione degli Orki, Sindri ed il suo "Comandante" hanno pochi problemi ad individuare l'artefatto, ma vengono individuati ed inseguiti da una Compagnia di Space Marine del Capitolo dei Corvi Sanguinari comandati da Gabriel Angelos. Sacrificando il riluttante Bale al massacro degli Space Marine, Sindri riesce a liberare il potere della pietra, e a diventare un demone. Pensando che la sua forma di demone fosse immensamente forte, viene poi distrutto dalla Terza Compagnia dei Corvi Sanguinari, e ucciso dal Comandante stesso.

### Orki

#### Kapoguerra Orkamungus
Orkamungus è il Kapoguerra Orko dell'orda clan orki che stanno invadendo Tartarus. È spinto da Lord Bale e Sindri a preparare l'invasione che avrebbe distratto gli Imperiali dalla loro ricerca del Maledictum. L'orko non è però completamente leale, e pianifica di distruggere Bale e i rimanenti "omi" (storpiatura di uomini) dopo la caduta dei Corvi Sanguinari e di Angelos. Non è però in grado di raggiungere il suo obiettivo, e viene ucciso dagli Space Marine poco dopo la distruzione della sua armata.

## Patch
La versione base del gioco, denominata 1.0 è aggiornabile online grazie alle patch fornite dalla stessa casa produttrice la quale ha aggiunto ulteriori mappe, opzioni di grafica ed ha provveduto a correggere i principali errori e bug che riguardano grafica e gameplay. Fino al maggio 2008 ha distribuito 4 patch: la 1.1, la 1.2, la 1.3 e la 1.4. Alcune mappe non erano presenti nella prima edizione di Dawn of War, ma solo nell'espansione Winter Assault. Le prime due patch aggiungono ben sette mappe, mentre le altre due si concentrano per lo più sulle opzioni di grafica.

## Doppiatori
- Brian Dobson - Space Marine, Marine d'Assalto, Terminator, Apotecario, Ragatzi Orki, Kacciakarri, Razzaltatori, Lattine Azzazzine
- Mark Oliver - Bibliotecario, Aspirante Campio, Colonnello Imperiale Carus Brom
- Michael Dobson - Scout degli Space Marine, Kapo Mekkaniko, Guardie Imperiali (Campagna giocatore singolo), Cittadino Imperiale, Leman Russ Imperiale (Campagna giocatore singolo), Inquisitore Toth
- Nicole Oliver - Veggente Macha, Banshee Eldar
- Paul Dobson - Comandante Gabriel Angelos, Space Marine del Caos, Raptors, Obliteratori, Space Marine del Caos Posseduti, Rhino e Predator del Caos, Kapoguerra Orkamungus, Sgorbi
- Peter New - Mad Dok, Kapi, Karro da Guerra, Kamion da Guerra, Leman Russ Razziato
- Richard Ian Cox - Cultisti, Eretici, Guardiani, Ragni del Warp, Avatar, Spettroguardie, Falcon, Prisma di Fuoco, Vyper, Ranger, Tetri Mietitori, Stregoni, Bonesinger
- Scott McNeil - Sergente degli Space Marine, Servitori, Lord Bale, Sindri Myr, Principe Demone
- Tony Gronick - Veicoli Space Marine (Dreadnought, Venator, Rhino, Turbine, Predator, Testudo)